# Heimotion
Heimotion (anciennement Heimo) est une entreprise allemande qui fabrique des automates pour des parcs d'attractions. Elle réalise entre autres des décors avec des effets spéciaux, des animatroniques, des spectacles automatisés et des parcours scéniques interactifs.

## Histoire

Ancien logo de l'entreprise

Tout commença en 1944 avec Anneliese Mordelt qui, pendant la Seconde Guerre mondiale, fabriquait des poupées avec du crin de cheval qu'elle échangeait contre des bons de ration pour nourrir ses enfants. En 1945, Heinz Mordelt de retour de la guerre soutenu sa femme dans ces créations en s'occupant pour sa part de la partie commerciale de l'entreprise. Heimo venait de naître. C’est à partir de 1951 que des éléments mécaniques furent ajoutés aux poupées pour les animer. L'entreprise prospère et en 1958 elle compte déjà 20 employés. Ils s'installent à Jagsthausen. La technologie de leurs animatroniques se développe, ils intègrent à présent de l'électronique, les mouvements se diversifient et deviennent plus complexe. Leur catalogue aussi s'étend (personnages historiques, animaux préhistoriques, ...). En 1979, l'entreprise emploie 50 personnes.
La compagnie est plus tard dirigée par Karl-Heinz et Olaf Mordelt. En octobre 2010, l'entreprise est contrainte de démarrer une procédure de faillite. En 2011, la société est récupérée par Michael Friedrich, sa famille et plusieurs soutiens financiers européens. Elle est alors renommée Heimotion.

## Réalisations

### Parcours scéniques
| Nom                                   | Parc                      | Pays         | Année     |
| ------------------------------------- | ------------------------- | ------------ | --------- |
| Abenteuerfahrt durch die Piratenstadt | Rasti-Land                | Allemagne    | 1997      |
| Capitán Balas                         | Isla Mágica               | Espagne      | 2007      |
| Discovery Club                        | Avonturenpark Hellendoorn | Pays-Bas     | 1999      |
| El Paso Special                       | Bobbejaanland             | Belgique     | 1988      |
| Fatih’s Dream                         | Vialand                   | Turquie      | 2014      |
| Geister-Rikscha                       | Phantasialand             | Allemagne    | 1981      |
| La mine d'or                          | Fraispertuis City         | France       | 2006-2015 |
| Les mystères de l'Ouest               | OK Corral                 | France       | 2003      |
| Mystery Castle                        | Everland Resort           | Corée du Sud | 2003      |
| Galactica (Renamed Perang Bintang)    | Dunia Fantasi             | Indonésie    | 2004      |
| Quirks in the works                   | West Edmonton Mall        | Canada       | 2004      |
| Tabalugas Abenteuer                   | Holiday Park              | Allemagne    | 2011-2017 |
| Wild West Adventure                   | Attractiepark Slagharen   | Pays-Bas     | 1999      |

### Musée
- Musée "Les secrets du chocolat" - (Geispolsheim) Alsace